# Прус Леонід Іванович
Леоні́д Іва́нович Прус (нар. 1 грудня 1973, Пилява, Хмельницька область) — український політик. З 18 березня по 25 вересня 2014 року — голова Хмельницької обласної державної адміністрації.

## Освіта
З 1990 по 1995 рік навчався у Кам'янець-Подільському сільськогосподарському інституту за спеціальністю агрономія, де отримав кваліфікацію «вчений агроном». З вересня 2006 до лютого 2009 року навчався у Львівському регіональному інституті державного управління, отримав кваліфікацію магістр державного управління.

## Трудова діяльність
У 1995 році направлений на роботу у КСП «Іскра» с. Огіївці Старокостянтинівського району, де працював на посаді агронома.
З липня 1996 до листопада 1998 року — інженер по техніці безпеки і охороні навколишнього середовища дочірнього підприємства ДАК «Хліб України» «Старокостянтинівський елеватор».
З листопада 1998 до жовтня 2001 року — старший майстер виробничої дільниці № 1 ДП ДАК «Хліб України» «Старокостянтинівський елеватор».
З жовтня 2001 до січня 2006 року — спеціаліст — державний інспектор Державної інспекції з карантину рослин по Хмельницькій області.
З січня 2006 до жовтня 2011 року — завідувач прикордонним пунктом з карантину рослин аеропорту «Хмельницький» — державний інспектор з карантину рослин державної інспекції з карантину рослин по Хмельницькій області.
З жовтня 2011 до серпня 2012 року — фахівець першої категорії Державної інспекції з карантину рослин по Хмельницькій області.
З серпня 2012 до березня 2014 року — директор філії Українського інституту експертизи сортів рослин Хмельницького обласного державного центру експертизи сортів рослин.
На парламентських виборах в 2012 році був кандидатом в народні депутати України від партії УДАР (№ 174 у виборчому списку).
25 вересня 2014 року президент Петро Порошенко звільнив з посади голови Хмельницької обласної державної адміністрації. Про це йдеться в указі № 745 від 25 вересня. Обіймав цю посаду з 15 березня 2014 року.

## Сімейний стан
Одружений. Має трьох синів.